# Premio Barry per il miglior romanzo d'esordio
Il premio Barry per il miglior romanzo d'esordio (in inglese Best First Novel), è una delle sei categorie in cui viene assegnato regolarmente, durante il premio letterario statunitense  Barry Award  dal 1997 in omaggio al lavoro dell'anno prima di un autore del genere mistero negli Stati Uniti o in Canada. Nel 2005 è stato assegnato per la prima volta il premio ad uno straniero spagnolo Carlos Ruiz Zafón con il romanzo The Shadow of the Wind L'ombra del vento.

## Albo d'oro

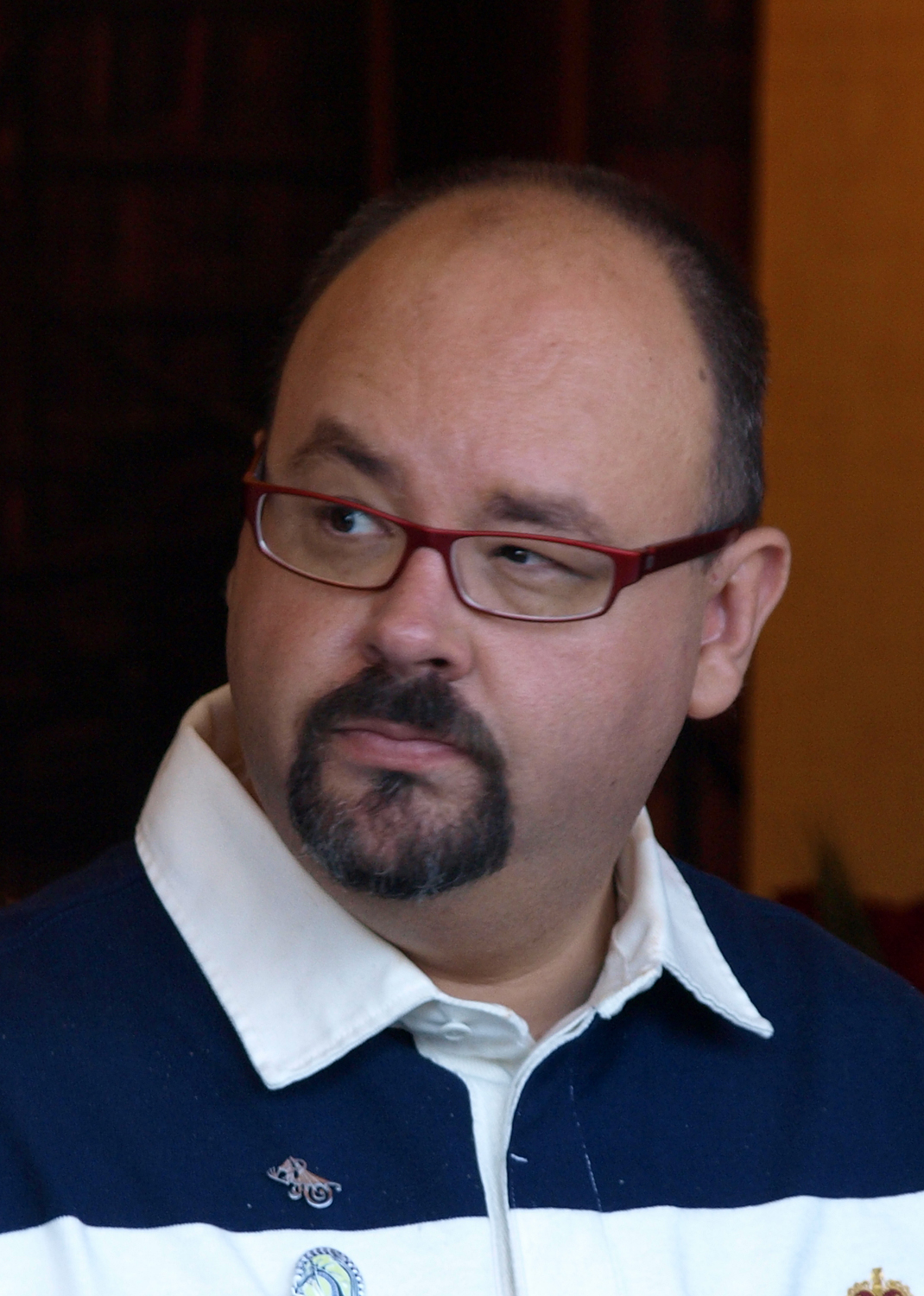
Carlos Ruiz Zafón, Premio Barry per il miglior romanzo d'esordio nel 2005

| Anno | Vincitore                 | Titolo originale                       | Titolo italiano                                    |
| ---- | ------------------------- | -------------------------------------- | -------------------------------------------------- |
| 1997 | Charles Todd              | A Test Of Wills                        | Il mondo dopo la notte                             |
| 1998 | Lee Child                 | Killing Floor                          | Zona pericolosa                                    |
| 1999 | William Kent Krueger      | Iron Lake                              | La foresta di ghiaccio                             |
| 2000 | Donna Andrews             | Murder with Peacocks                   |                                                    |
| 2001 | David Liss                | A Conspiracy of Paper                  | L'apprendista                                      |
| 2002 | C. J. Box                 | Open Season                            |                                                    |
| 2003 | Julia Spencer-Fleming     | In the Bleak Midwinter                 |                                                    |
| 2004 | P. J. Tracy               | Monkeewrench                           | Vuoi giocare?                                      |
| 2005 | Carlos Ruiz Zafón         | The Shadow of the Wind                 | L'ombra del vento                                  |
| 2006 | Stuart MacBride           | Cold Granite                           | Il collezionista di bambini                        |
| 2007 | Louise Penny              | Still Life                             |                                                    |
| 2008 | Tana French               | In the Woods                           | Nel bosco                                          |
| 2009 | Tom Rob Smith             | Child 44                               | Bambino 44                                         |
| 2010 | Alan Bradley              | The Sweetness at the Bottom of the Pie | Flavia De Luce e il delitto nel campo dei cetrioli |
| 2011 | Paul Doiron               | The Poacher's Son                      |                                                    |
| 2012 | Taylor Stevens            | The Informationist                     | L'informazionista                                  |
| 2013 | Julia Keller              | A Killing in the Hills                 |                                                    |
| 2014 | Barry Lancet              | Japantown                              |                                                    |
| 2015 | Julia Dahl                | Invisible City                         |                                                    |
| 2016 | Ausma Zehanat Khan        | The Unquiet Dead                       |                                                    |
| 2017 | Nick Petrie               | The Drifter                            | Punto di non ritorno                               |
| 2018 | Jane Harper               | The Dry                                | Chi è senza peccato                                |
| 2019 | C.J. Tudor                | The Chalk Man                          | L'uomo di gesso                                    |
| 2020 | Søren Sveistrup           | The Chestnut Man                       | L'uomo delle castagne                              |
| 2021 | David Heska Wanbli Weiden | Winter Counts                          |                                                    |
| 2022 | Connor Sullivan           | Sleeping Bear                          |                                                    |